# Борок (Лющикская волость)
Борок — деревня на юго-востоке Бежаницкого района Псковской области. Входит в состав сельского поселения Лющикская волость.
Расположена в 10 км к северу от райцентра Бежаницы.
Численность населения деревни составляет 14 жителей (2000 год).
До 2005 года входила в состав Бежаницкой волости